# ウズベキスタンの児童労働
ウズベキスタンでは、強制児童労働が綿花農業において広く報告されている。2007年、BBCの「Newsnight」では、毎年2ヶ月半この強制労働作業が行われ、綿花産業はウズベキスタン政府により完全にコントロールされていると報告している。ラジオ・フリー・ヨーロッパはウズベキスタンの人権活動家の発言を引用し「強制児童労働は国家の意図的な政策である」と報告している。
アズダやギャップ、マークス&スペンサー、テスコを含む複数の西洋の小売業者はこの強制労働作業をボイコットしている。ウズベキスタン政府は2009年に強制労働が廃止されたと発表したが、強制労働は依然として続いていると報告されている。